# Allt för sjön

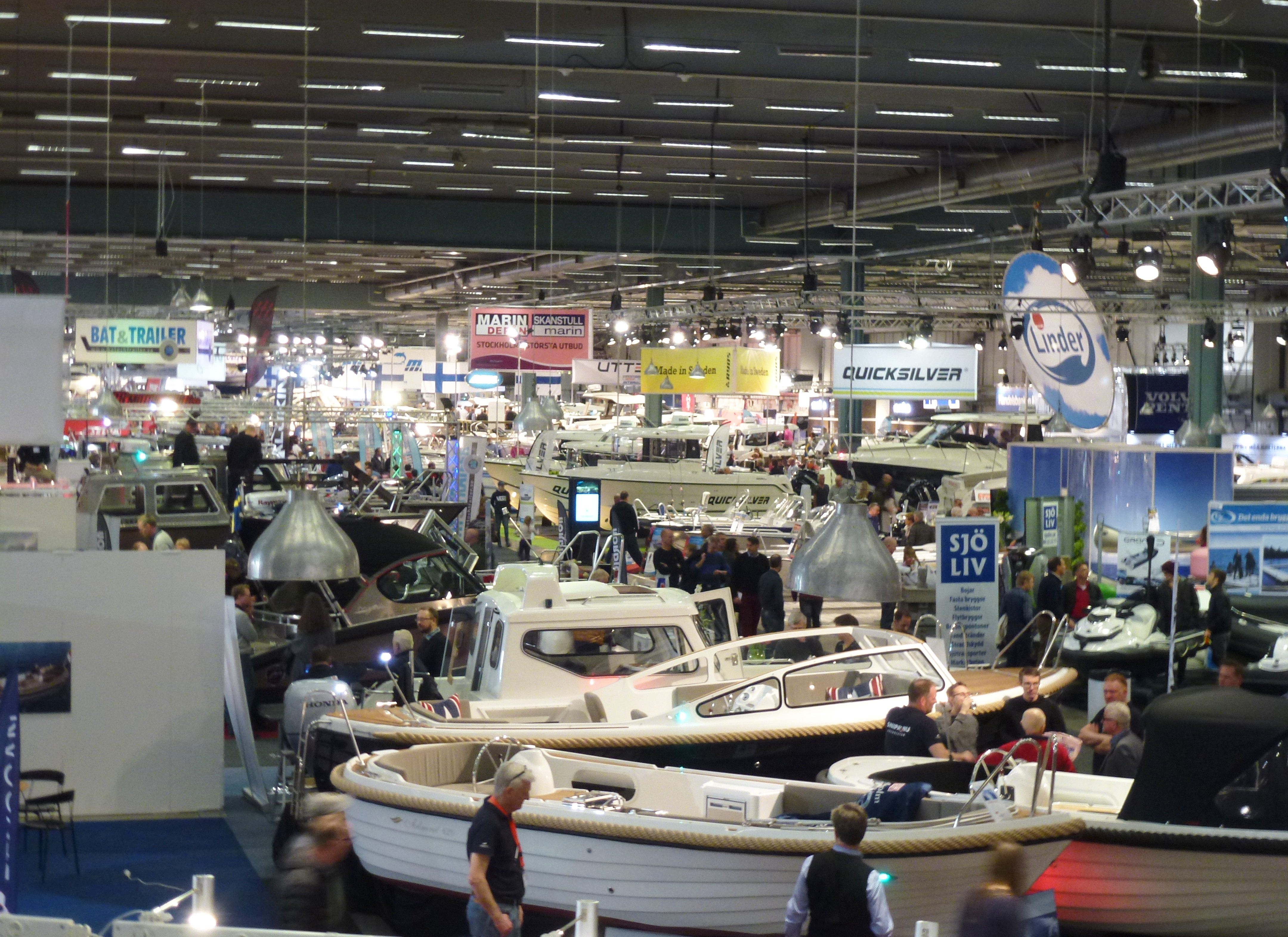
Stockholmsmässan, Hall A under "Allt för sjön - 2015".

Allt för sjön är en mässa rörande allt om privata båtar och fritidslivet på sjön. Mässan arrangeras av Stockholmsmässan i Älvsjö söder om Stockholm och genomförs första veckan i mars varje år. 
Den första internationella båtmässan i Stockholm ägde rum 1922. En av de tidigare lokalerna för båtutställningen Allt för sjön var Ostermans marmorhallar vid Stureplan. I början på 1971 stod de nya lokalerna i Älvsjö färdiga och sedan dess arrangeras mässan här.
Allt för sjön 2020, som skulle ägt rum 7-15 mars stängdes i förtid från och med den 12 mars, i enlighet med nya nationella riktlinjer med anledning av Coronavirusutbrottet 2019–2021.

## Bilder, "Allt för sjö - 2015"

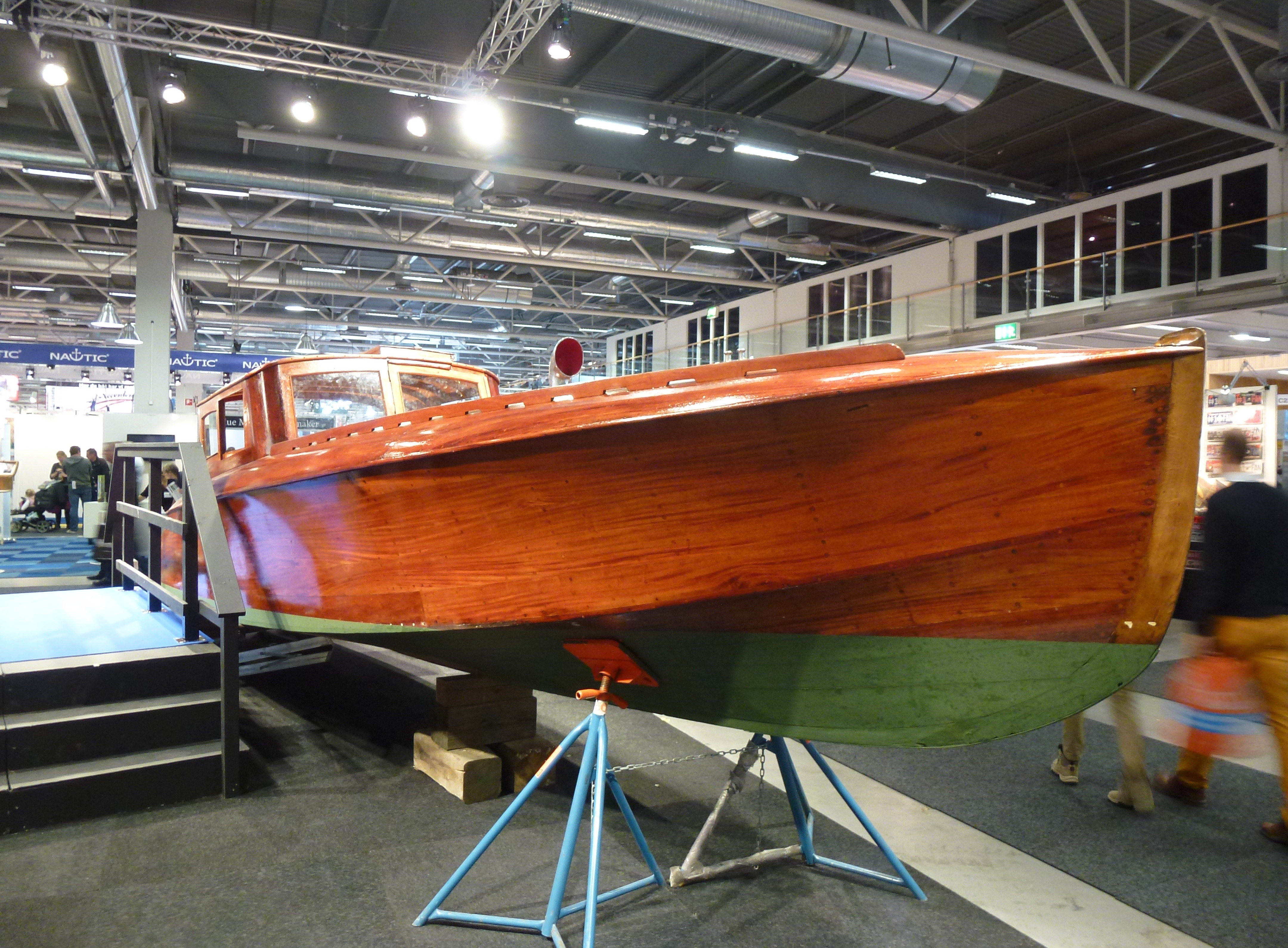
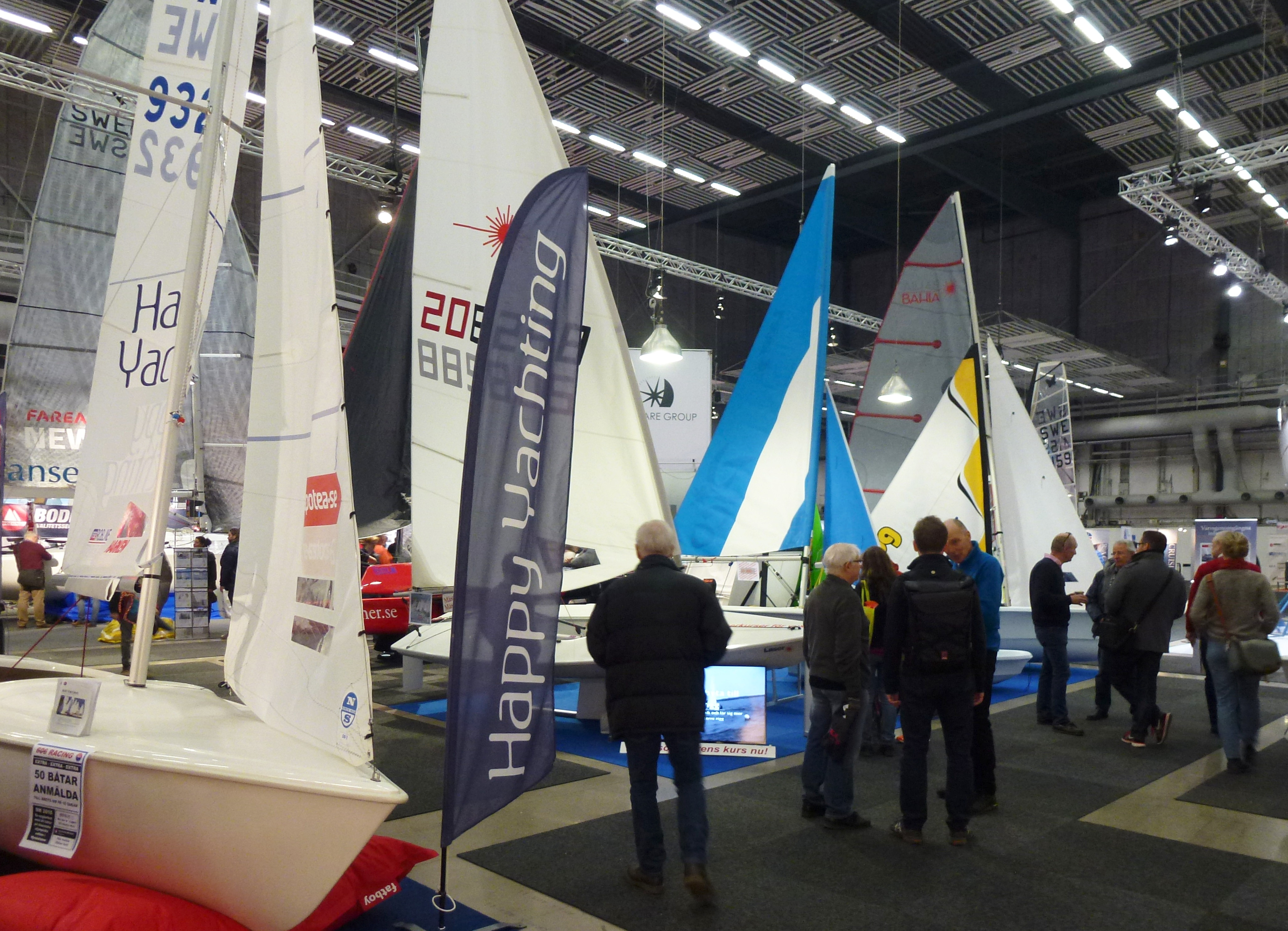
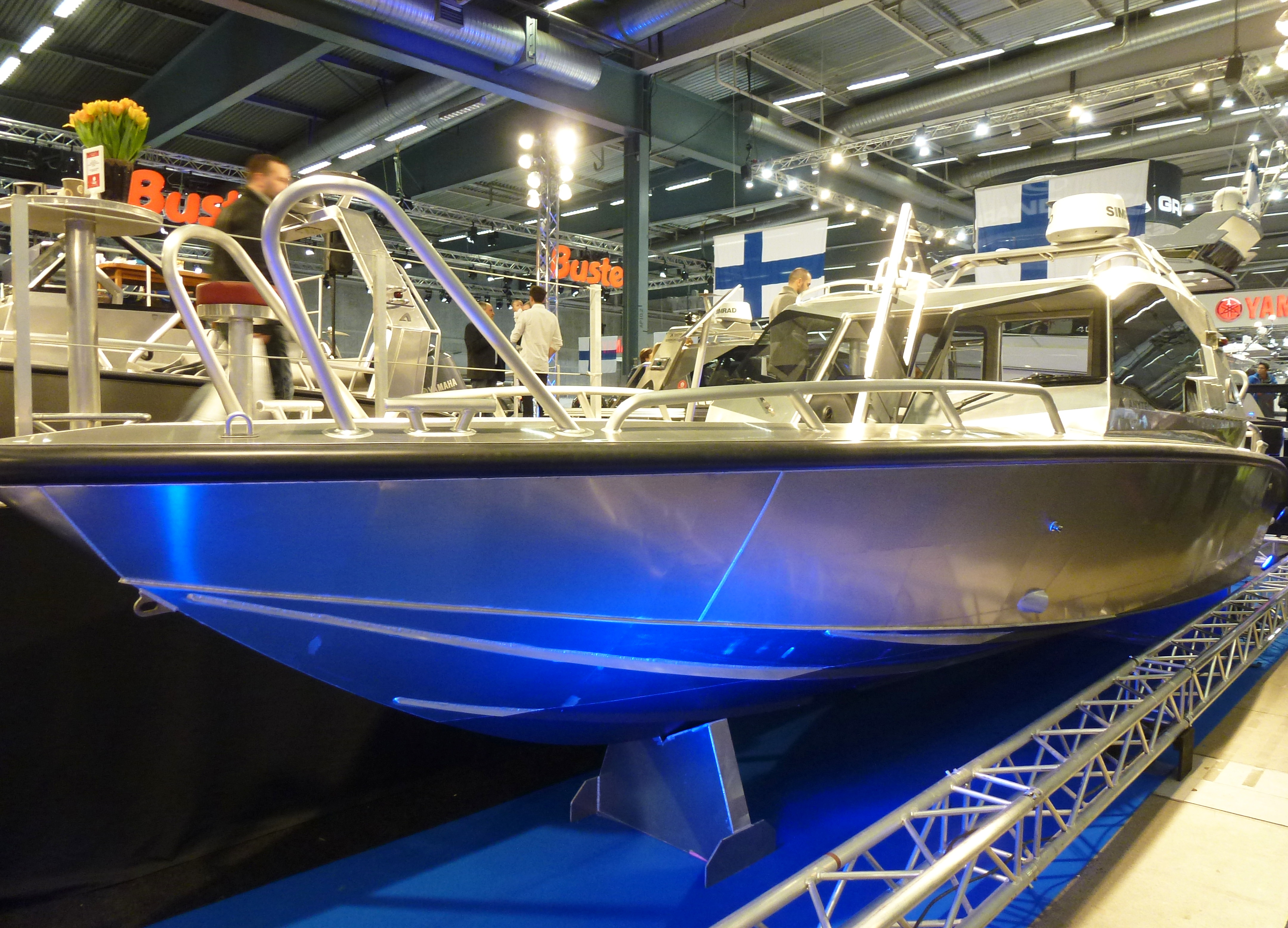
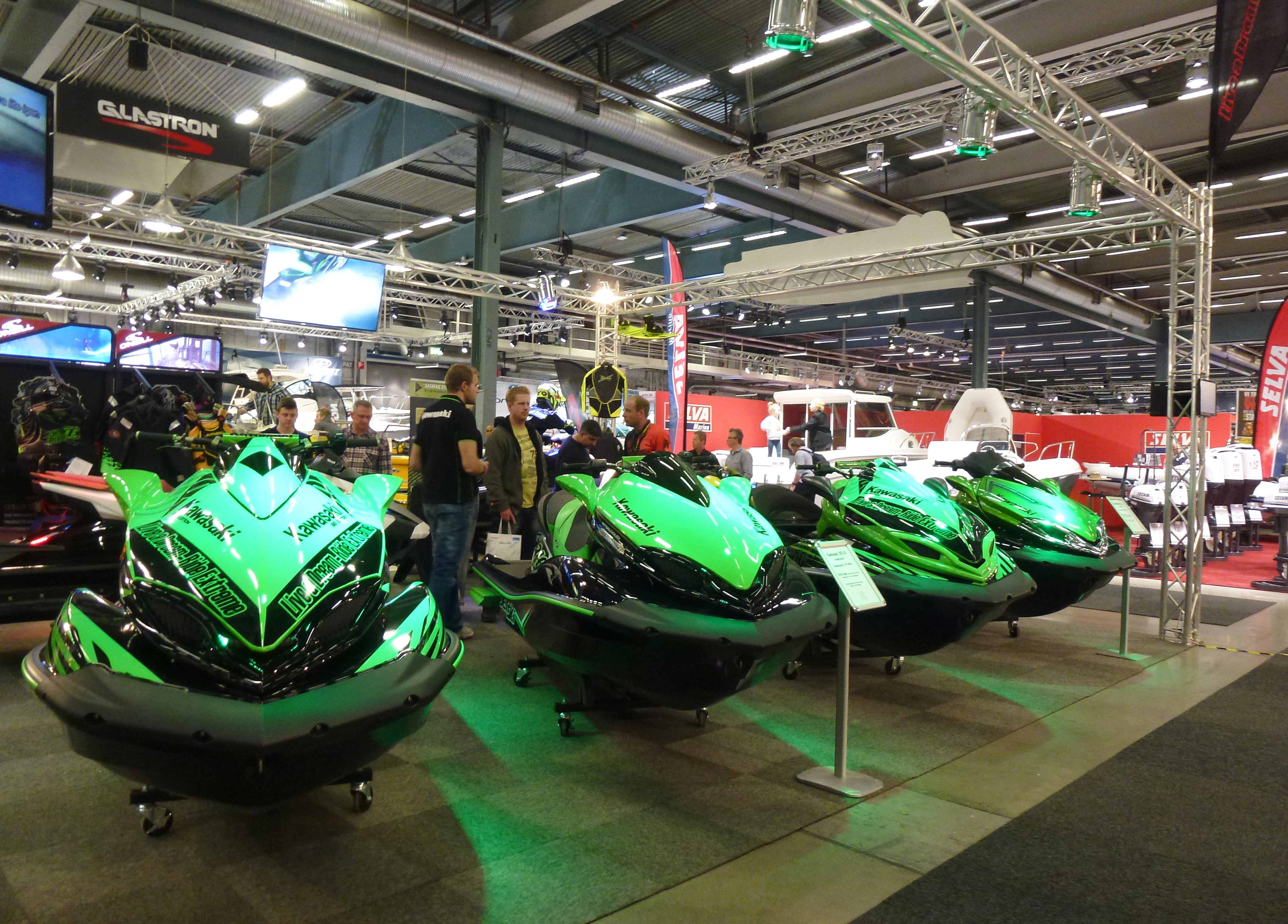
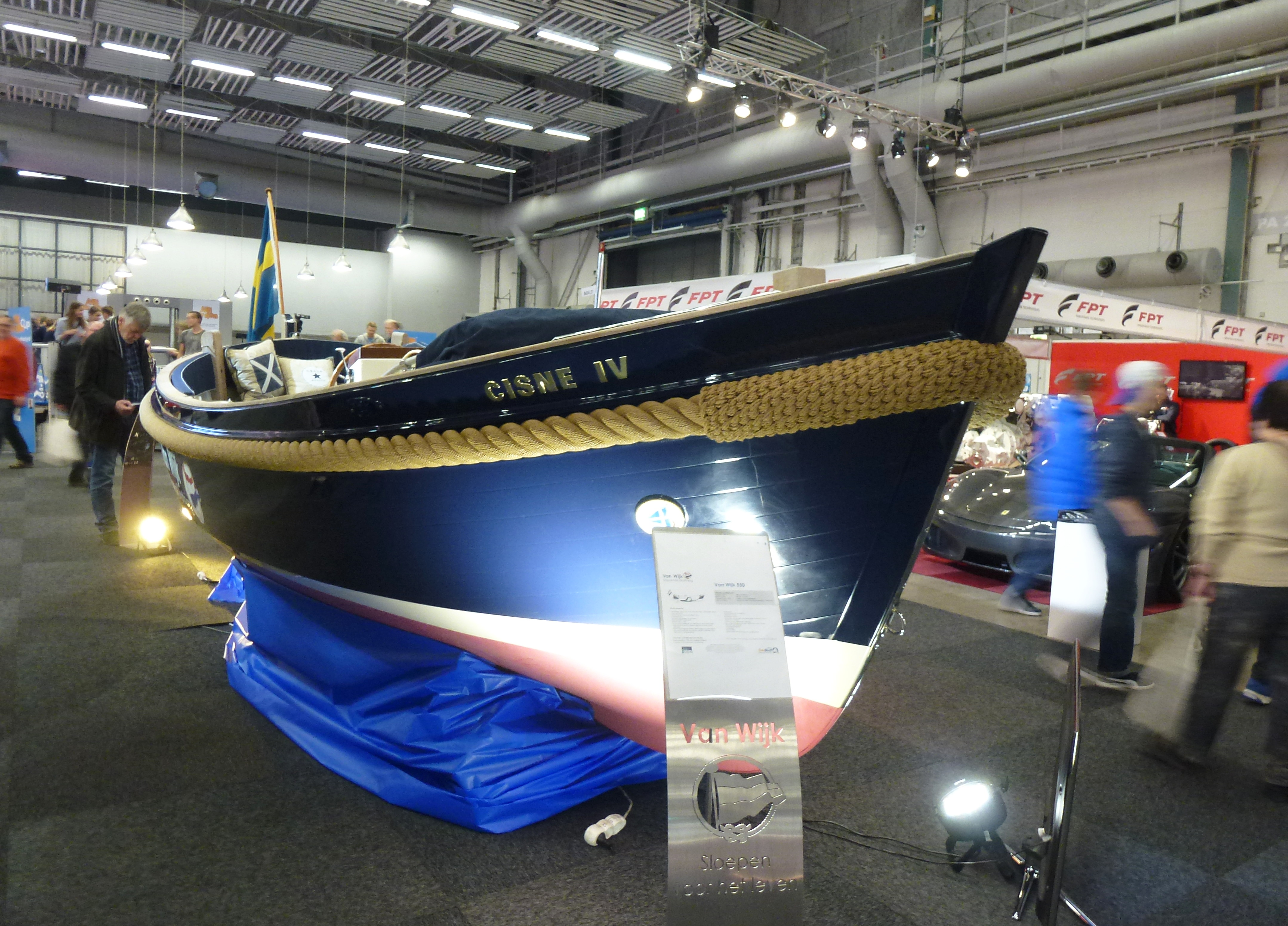
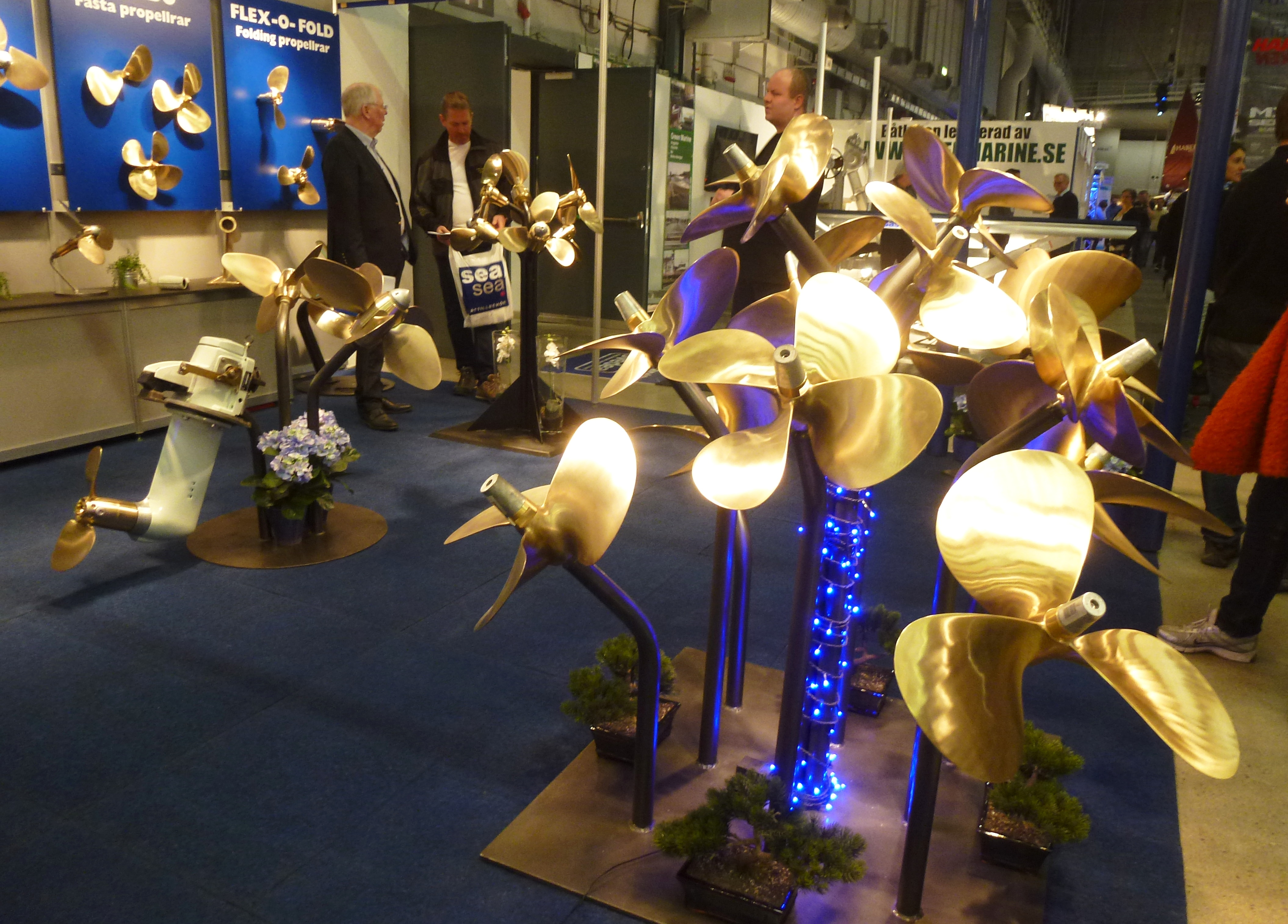
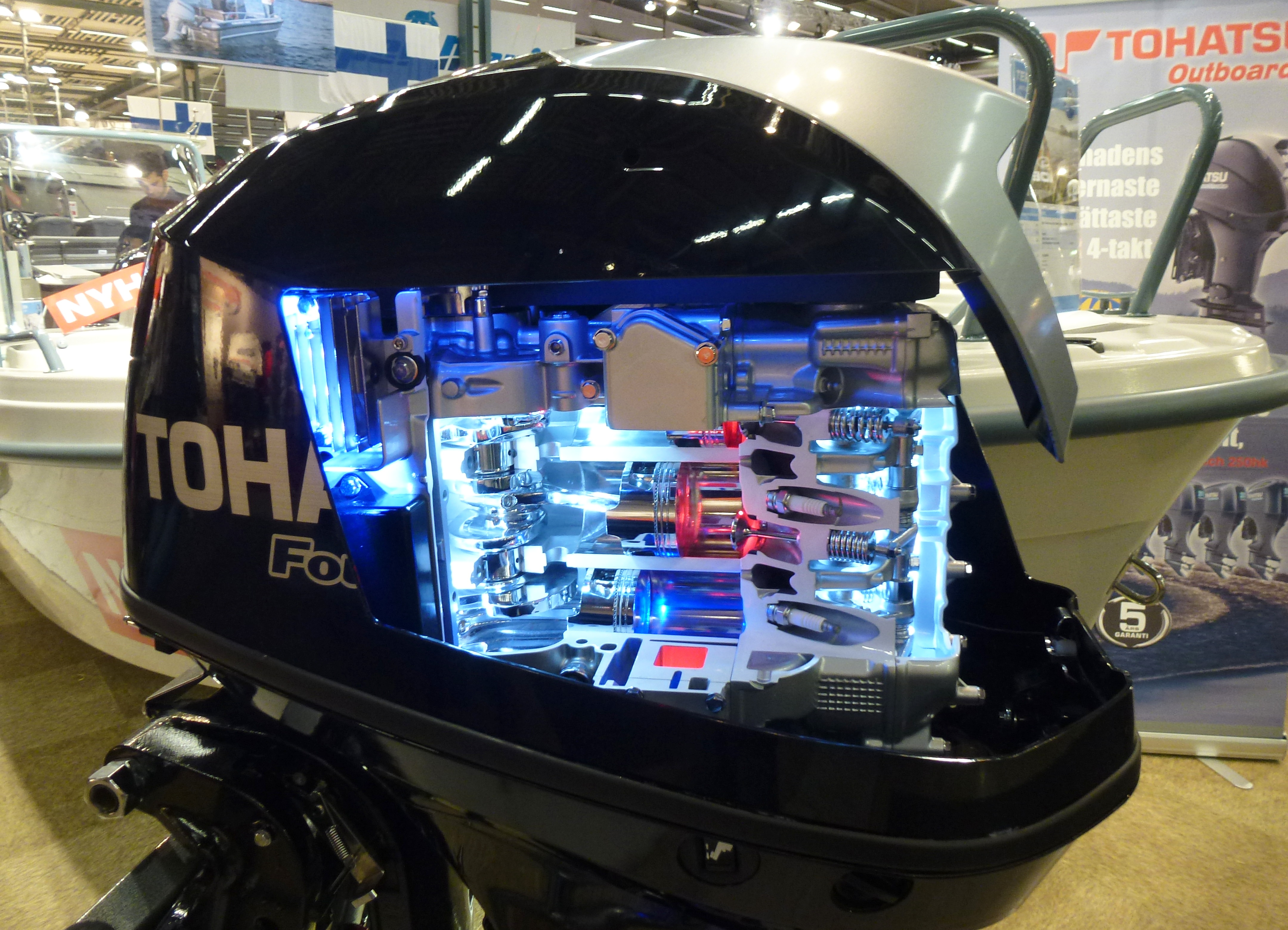
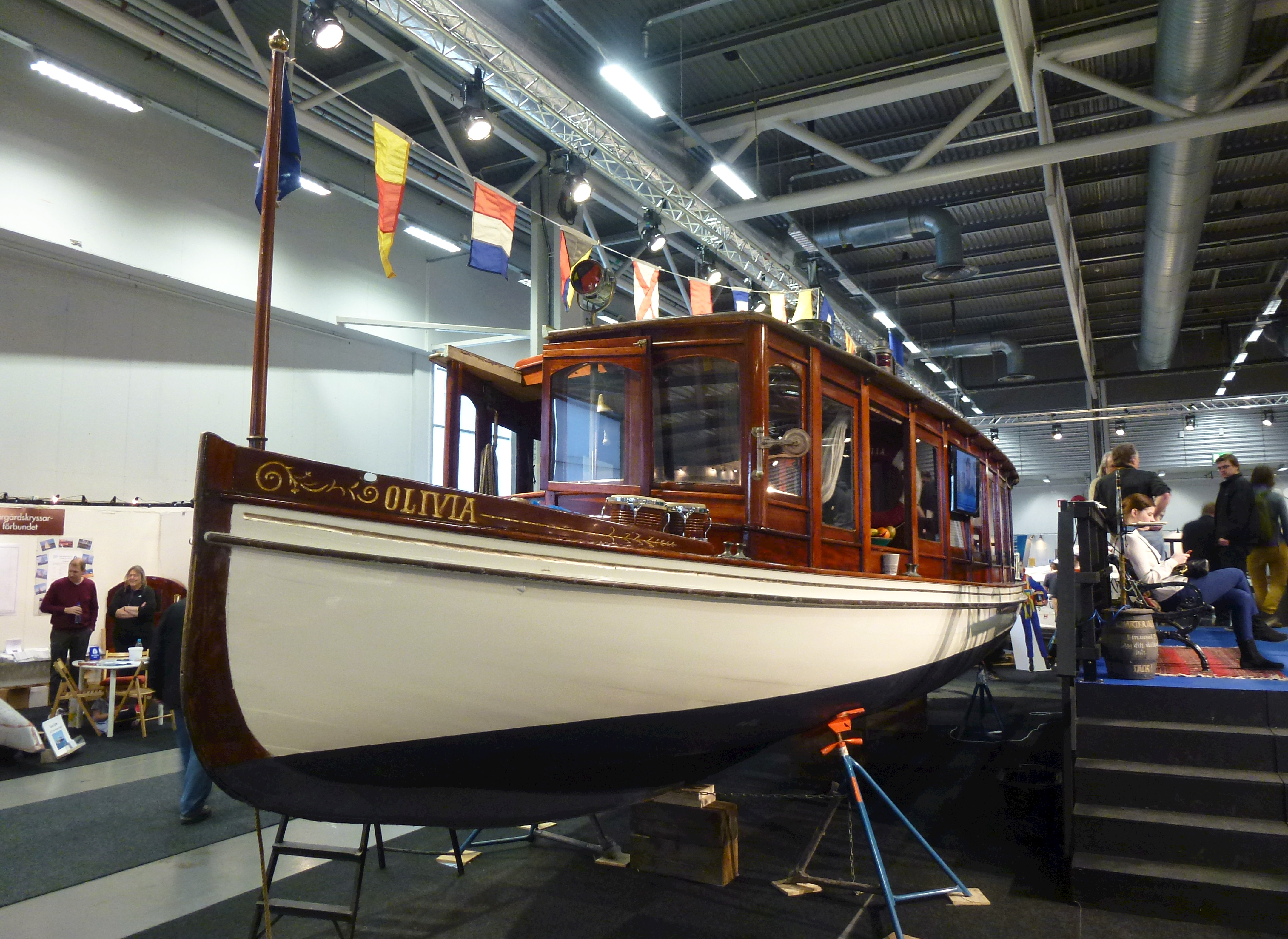

## Mässan behandlar bland annat följande intresseområden
- Dykningssport
- Gästhamnar
- Motorbåtar
- Båtmotorer
- Friluftsliv
- Kläder
- Segelbåtar
- Sportfiske
- Båttillbehör
- Vindsurfing
- Veteranbåtar